# Фёдоровка (Тевризский район)
Фёдоровка — деревня в Тевризском районе Омской области России. Входит в состав Александровского сельского поселения.

## География
Деревня находится в северной части Омской области, южнее реки Туй, на расстоянии примерно 51 км (по прямой) к востоку-северо-востоку (ESE) от посёлка городского типа Тевриз, административного центра района. Абсолютная высота — 85 м над уровнем моря.

### Часовой пояс
Деревня Фёдоровка, как и вся Омская область, находится в часовой зоне МСК+3. Смещение применяемого времени относительно UTC составляет +6:00.

## История
Основана в 1909 году. По данным 1928 года в посёлке Фёдоровский имелось 15 хозяйств и проживало 93 человека (в основном — белоруссы). В административном отношении входил в состав Александровского сельсовета Тевризского района Тарского округа Сибирского края.

## Население
| 1926 | 2010 |
| ---- | ---- |
| 93   | ↘70  |

Гендерный состав
По данным Всероссийской переписи населения 2010 года, в гендерной структуре населения мужчины составляли 58,6 %, женщины — соответственно 41,4 %.
Национальный состав
Согласно результатам переписи 2002 года, в национальной структуре населения русские составляли 99 %.

## Улицы
Уличная сеть деревни состоит из одной улицы (ул. Фёдоровская).

## Инфраструктура
В деревне функционируют фельдшерско-акушерский пункт (структурное подразделение Тевризской ЦРБ) и сельский клуб.